# Петтерс, Майкл
Майкл Петтерс (англ. Clement Michael «Mike» Petters, род. 25 декабря 1959 года, Бруксвилл, шт. Флорида, США) — с 31 марта 2011 года президент и CEO компании Huntington Ingalls Industries, крупнейшего производителя военной техники в США. В 2001—2011 годах — вице-президент и президент судостроительного сектора компании Northrop Grumman Corporation.

## Бизнес-карьера
В 1982 году получил степень бакалавра наук по физике в Военно-морской академии США, служил на подводной лодке «Джордж Бэнкрофт», где занимал должности ассистента по управлению реактором, офицера связи, офицера по перезагрузке топлива. После перевода в резерв в 1988 году участвовал в нескольких учениях НАТО в качестве офицера управления подводной лодкой.
К занятию бизнесом Петтерса подтолкнула бесплатная подписка на газету «The Wall Street Journal», которой он был награждён в 1985 году.
В 1987 году он начал службу в компании Northrop Grumman Corporation в подразделении по строительству подводных лодок типа «Лос-Анджелес». В 1991 году возглавил отделение маркетинга программы строительства атомных подводных лодок. На этом посту он вступил в серьёзный конфликт с ВМС США, единственным заказчиком компании, стремясь не допустить свёртывания программы строительства подводных лодок типа «Сивулф».
В 1992 году Петтерс получил степень магистра делового администрирования в Колледже Вильгельма и Марии. В дальнейшем он занимал посты вице-президента программы строительства авианосцев, вице-президента по контрактам и ценам.
В 2001 году Петтерс стал вице-президентом по людским ресурсам и управлению. На этом посту он заключил важное соглашение с профсоюзом рабочих сталелитейной промышленности, отношения с которым после 4-месячной забастовки 1999 года были чрезвычайно напряжёнными.
1 ноября 2004 года после отставки Томаса Шевельбейна (англ. Thomas Schievelbein) Петтерс занял его посты исполнительного вице-президента Northrop Grumman Corporation и президента Northrop Grumman Newport News.
28 января 2008 года компания Northrop Grumman Newport News была объединена с Northrop Grumman Ship Systems в единое судостроительное подразделение Northrop Grumman Shipbuilding. 31 марта 2011 года подразделение было выделено из состава Northrop Grumman в самостоятельную компанию Huntington Ingalls Industries. Всё это время Майкл Петтерс оставался президентом компании.
Денежное вознаграждение Майкла Петтерса за 2010 год составило $5 720 879.

## Личная жизнь
C 26 июня 1983 года женат на Нэнси Гарретт Бриггс (англ. Nancy Garrett Briggs, род. 7 августа 1959 года), имеет двух дочерей: Сару (англ. Sarah Winston Petters, род. 11 октября 1984 года) и Кэролин (англ. Caroline Garrett Petters, род. 20 апреля 1989 года).